# Sjukersättning
Sjukersättning är en ersättning som i Sverige ges till personer mellan 19 och 65 år (tidigare 64 år) som har stadigvarande nedsatt arbetsförmåga. Om personen har mer än fem år kvar till riktåldern för ålderspension (66 år från och med 1/1 2023) bedöms det även om det finns arbetsförmåga i anpassade och subventionerade arbeten så som till exempel en anställning med lönebidrag.
Ersättning ges med 64,7% av en viss så kallad antagandeinkomst, ett genomsnitt av de senaste åren. Eller med ett minimibelopp om personen haft låg eller ingen inkomst.
Personer yngre än 30 år som bedöms ha nedsatt arbetsförmåga i minst ett år kan också få aktivitetsersättning i perioder om ett, två eller tre år. Fram till 2017 var lägsta ålder för att få sjukersättning 30 år. Före 2003 kallades sjukersättning förtidspension eller sjukpension.
Sjukersättningen ersatte vad som tidigare kallades sjukpension. Formellt sjukbidrag och förtidspension samt tidigare invaliditetsunderstöd och tilläggspension. Även den ursprungliga folkpensionen från 1913 möjliggjorde att gå i pension i förtid vid varaktigt nedsatt arbetsförmåga. Denna ersättning var initialt en del av det ordinarie pensionssystemet, men blev sedan en del av den allmänna sjukförsäkringen.